# Красная (приток Хворостани)
Красная — река в России, протекает по Панинскому, Каширскому и Лискинскому районам Воронежской области. Левый приток реки Хворостань.

## География
Река Красная берёт начало у села Красный Лиман 2-й. Течёт на юго-запад по открытой местности. Устье реки находится у села Мосальское в 30 км по левому берегу реки Хворостань. Длина реки составляет 43 км, площадь водосборного бассейна — 165 км².

## Данные водного реестра
По данным государственного водного реестра России относится к Донскому бассейновому округу, водохозяйственный участок реки — Дон от города Задонск до города Лиски, без рек Воронежот (от истока до Воронежского гидроузла) и Тихая Сосна, речной подбассейн реки — бассейны притоков Дона до впадения Хопра. Речной бассейн реки — Дон (российская часть бассейна).
Код объекта в государственном водном реестре — 05010100812107000003386.